# Дисперсионно-сдвиговая смесь нормальных законов
Дисперсионно-сдвиговая смесь нормальных законов — используемое в статистических методах обобщение нормального распределения — непрерывное вероятностное распределение случайной величины вида:
{\displaystyle Z=\sigma Y{\sqrt {U}}\alpha +\alpha U+\beta },
где {\displaystyle Y} и {\displaystyle U} — независимые случайные величины, {\displaystyle Y} нормально распределена с центром в нуле, функция распределения {\displaystyle U} непрерывна на положительной полуоси и все её точки роста находятся на положительной полуоси, {\displaystyle \alpha } и {\displaystyle \beta } — вещественные числа, {\displaystyle \sigma >0}. Функция распределения для такой величины задаётся следующим образом:
{\displaystyle F(x)=\int \limits _{0}^{\infty }\Phi {\Big (}{\frac {x-\beta -\alpha z}{\sigma {\sqrt {z}}}}{\Big )}dG(z)},
где {\displaystyle \Phi } — нормальное распределение величины {\displaystyle Y}, {\displaystyle G} — распределение величины {\displaystyle U}.
Несмотря на то, что смесь в распределении производится по двум параметрам — по сдвигу и по масштабу, но, поскольку параметры сдвига смешиваемых законов пропорциональны их дисперсиям, функция распределения по существу является одномерной.
Если математическое ожидание {\displaystyle U} конечно ({\displaystyle \mathbb {E} U<\infty }), то:
{\displaystyle \mathbb {E} Z=\beta +\alpha \mathbb {E} U};
если же, кроме того, {\displaystyle \mathbb {E} U^{2}<\infty }, то математическое ожидание и дисперсия случайной величины вычисляются следующим образом:
{\displaystyle \mathbb {E} Z=\beta ^{2}+(\sigma ^{2}+2\alpha \beta )\mathbb {E} U+\alpha ^{2}\mathbb {E} U^{2}},
{\displaystyle \mathbb {D} Z=\alpha ^{2}\mathbb {D} U+\sigma ^{2}\mathbb {E} U}.
Естественным образом обобщается на многомерный случай. Частный случай — пятипараметрическое обобщённое гиперболическое распределение, в котором смешивается обобщённое обратное гауссовское распределение.
Введено и исследовано Оле Барндорф-Нильсеном в конце 1970-х — начале 1980-х годов. Такие смеси моделируют случайно остановленные процессы броуновского движения с нетривиальным сносом; в дальнейшем нашли применение в широком классе задач моделирования статистических закономерностей.